# Sminthopsis boullangerensis
El ratón marsupial de la Isla Boullanger (Sminthopsis boullangerensis) es una especie de marsupial dasiuromorfo de la familia Dasyuridae endémica de la Isla Boullanger (30°18′S 115°2′E / -30.300, 115.033), situada frente a la costa de Australia Occidental. 
Antiguamente se lo consideraba una subespecie del ratón marsupial de vientre gris (S. griseoventer), y fue evaluado como tal por la IUCN, que lo clasifica como en peligro crítico. La ley de 1999 EPBC o Environment Protection and Biodiversity Conservation Act (Acta de Protección del Medio Natural y de Conservación de la Diversidad Biótica) consideraba al ratón marsupial de la Isla Boullanger como especie vulnerable.